# Свеби, Ли
Ли Свеби (англ. Lee Swaby, род. 14 мая 1976 года, Линкольн, Англия) — английский боксёр-профессионал, джорнимен, выступавший в тяжёлой весовой категории.

## Профессиональная карьера
Спортивную карьеру Ли начал с 14 лет в кикбоксинге, и за шесть лет принял участие во многих чемпионатах страны и за её пределами.
Ли Свеби дебютировал на профессиональном ринге в апреле 1997 года в первом тяжёлом весе. Первую половину спортивной карьеры проводил бои в основном в первом тяжёлом весе. В последние годы активности боксировал в супертяжёлой весовой категории.
До 2001 года чередовал победы с поражениями, одно из поражений было от известного ямайского боксёра, Оуэна Бека.
12 мая 2000 года совершил самую значимую победу в своей карьере, нокаутировав начинающего и неизвестного на тот момент боксёра, будущего чемпиона мира, британца Энцо Маккаринелли.
Затем в 2001 году провёл несколько удачных поединков, и вышел на бой за звание обязательного претендента на титул чемпиона британского содружества в первом тяжёлом весе. Свеби проиграл по очкам в этом бою Марку Хобсону. После поражения снова начал побеждать, и, победив в шести боях подряд, снова вышел на бой с Хобсоном спустя два года. На кону стояли титулы чемпиона Великобритании и британского содружества. Но и во втором бою Марк победил, на этот раз — техническим нокаутом.
26 ноября 2005 года Ли нокаутировал белорусского боксёра, Виталия Шкрабу.
С 2006 года Свеби стал выходить на ринг с молодыми проспектами в качестве джорнимена, и проиграл почти все свои поединки. Он встретился с такими известными боксёрами как Марко Хук, Александр Алексеев, Себастиан Кёбер, Дерек Чисора и Тайсон Фьюри.
9 мая 2009 года Ли победил соотечественника Пола Батлина, и завоевал региональный титул Midlands Area по версии BBBofC.
В 2010 году Ли Свеби провёл ещё шесть поединков, во всех проиграл, и окончательно завершил спортивную карьеру. За этот год он встретился с Анджеем Вавжиком, Мэттом Скелтоном и Эдмундом Гербером.